# Wolfgang Krätschmer
Wolfgang Krätschmer (* 16. November 1942 in Berlin) ist ein deutscher Physiker.

## Leben
Krätschmer studierte in Berlin Physik. Nach dem Diplom ging er an das Max-Planck-Institut für Kernphysik in Heidelberg und promovierte dort 1971 über anätzbare Spuren künstlich beschleunigter schwerer Ionen in Quarzglas. Seit dieser Zeit beschäftigt er sich mit Untersuchung von Mondproben, Meteoriten- und interstellarem Staub.
Zusammen mit seinem Doktoranden Konstantinos Fostiropoulos und mit Donald Huffman von der University of Arizona entwickelte er ein Verfahren zur Synthese von Fullerenen. Erst durch dieses Verfahren konnten Fullerene in so großen Mengen hergestellt werden, dass sinnvolle chemische Reaktionen durchgeführt werden konnten. Seit 1993 ist er Honorarprofessor an der Universität Heidelberg.

## Auszeichnungen
- 1992 – Stern-Gerlach-Preis
- 1993 – Gottfried-Wilhelm-Leibniz-Preis
- 1994 – Hewlett-Packard Europhysics Prize
- 2002 – Carl-Friedrich-Gauß-Medaille
- 2008 – Liebig-Denkmünze
- 2008 – Ehrendoktorwürde der Universität Basel
- 2010 – Gewinner in der Kategorie Lebenswerk beim „Europäischer Erfinderpreis 2010“